# Siroslaus I.
Siroslaus I. (polnisch Żyrosław; † 1120) war Bischof von Breslau.

## Leben
Siroslaus war der erste Schlesier auf dem Breslauer Bischofsstuhl. Seine Vorgänger, die nur dem Namen nach bekannt sind, kamen offenbar aus dem Römisch-Deutschen Reich.
Während Siroslaus Amtszeit wurden das Stift in Glogau, das Augustinerchorherrenstift in Gorkau am Zobten sowie das Prämonstratenserstift St. Vinzenz auf dem Elbing in Breslau gegründet. Er weihte die erste Breslauer Pfarrkirche St. Adalbert.